# 김효곤
김효곤(金孝坤, 1983년 3월 26일 ~ )은 대한민국의 바둑 기사이다.

## 약력
권갑용 바둑도장에서 바둑을 배웠고 1999년에 입단했다. 2001년 2단으로 승단했고 제12기 비씨카드배 본선에 진출했다. 2002년 명지대학교 바둑학과에 입학했고 제7기 LG정유배와 제2기 KT배 본선에 올랐다. 2004년 3단을 거쳐 2005년 4단으로 승단했다. 2006년 제50기 국수전 본선과 제25기 바둑왕전 본선에 진출했으며 2011년 5단으로 승단했다.